# Rabobank Bestuurscentrum
Le Rabobank Bestuurscentrum ou Centre Adminsistratif de Rabobank est un gratte-ciel de 105 mètres de hauteur construit à Utrecht aux Pays-Bas de janvier 2007 à 2011. C'est en 2023 l'unique gratte-ciel d'Utrecht.
Il abrite le siège social de la Rabobank,  le groupe numéro un dans les services bancaires aux particuliers aux Pays-Bas. 
L'architecte est Rob Ligtvoet (nl) de l'agence Kraaijvanger Urbis
Plusieurs incendies ont eu lieu durant la construction, le plus important le 27 juin 2010, au dernier étages de la tour sud ce qui a endommagé trois étages, alors que les travaux de construction étaient près d'être terminés .